# ETRF
ETRF (European Terrestrial Reference Frame), Europejski Ziemski Układ Odniesienia – europejski przestrzenny układ odniesienia utworzony w ramach międzynarodowego przestrzennego układu odniesienia ITRF (International Terrestrial Reference Frame). 
Układ jest, w większości krajów europejskich (w tym również w Polsce), podstawą tworzenia, jako rozszerzenie, krajowych geodezyjnych przestrzennych układów odniesienia stosowanych w pracach geodezyjnych oraz w systemach informacji o terenie. ETRF stanowi 35 stacji (punktów) bazowych, którym na drodze procesów pomiarowych nadaje się współrzędne elipsoidalne (geodezyjne).
Zgodnie z rozporządzeniem w sprawie państwowego systemu odniesień przestrzennych z 8 sierpnia 2000 roku przyjęto, iż rozszerzeniem europejskiego układu odniesienia ETRF na obszar Polski jest geodezyjny układ odniesienia – EUREF89. Zastosowanie, elementy, parametry techniczne układu a także zmianę nazwy na PL-ETRF89 reguluje nowe rozporządzenie Rady Ministrów z 15 października 2012 roku w sprawie państwowego systemu odniesień przestrzennych.

## Historia
Przed 1989 w Europie były dwie koncepcje jednolitych układów odniesienia dla
Europy, jedną tworzyły państwa Europy Zachodniej, drugą natomiast państwa tzw. obozu
socjalistycznego. Rozwój systemu GPS spowodował, że w ramach Komisji X (Sieci Kontynentalne) Sekcji I Międzynarodowej Asocjacji Geodezyjnej utworzona została podkomisja EUREF. Struktury te wprowadzono podczas Zgromadzenia Generalnego Międzynarodowej Unii Geodezji i Geofizyki (IUGG – International Union of Geodesy and Geophysics) w Sapporo w 2003, ale powstanie podkomisji EUREF datuje na 1987 – podczas obrad Zgromadzenia Generalnego w Vancouver. 
Podkomisja ta podjęła się zadania stworzenia jednolitego geodezyjnego układu odniesienia dla Europy za pomocą pomiarów GPS. Po przemianach ustrojowych w 1989 było możliwe przystąpienie Polski do prac nad nowym układem odniesienia. Rozwinięciem dla Polski układu ETRF jest sieć punktów 11 bazowych EUREF-POL oraz jej zagęszczenie POLREF pomierzona w 1992.

## Aktualizacja układu
Ruchy kontynentalnych płyt tektonicznych, powodują konieczność odnoszenia układu do określonej epoki. Dla Europy mamy różnice współrzędnych ITRF rzędu 1–2 cm
rocznie. W związku z tym pomiar oraz wyrównanie sieci punktów bazowych, które miało miejsce w 1989 określają układ jako ETRF89 (na epokę 1989) co uwzględnia geodynamikę Ziemi w sferze badań naukowych. Inaczej: ETRF został zdefiniowany jako pokrywający się z ITRF na epokę 1989. Ze względu, iż Polska leży w sztywnej części płyty tektonicznej euroazjatyckiej oraz wewnątrz kontynentu, "wędrówka" współrzędnych geodezyjnych naszych punktów (EUREF-POL i POLREF) w układzie odniesienia ITRF nie komplikuje zagadnienia stałości punktów w skali Polski.